# Chvojnica, Prievidza
Chvojnica este o comună slovacă, aflată în districtul Prievidza din regiunea Trenčín. Localitatea se află la altitudinea de 484 m deasupra n.m., se întinde pe o suprafață de 9,3 km2 și în 2017 număra 260 de locuitori.

## Istoric
Localitatea Chvojnica este atestată documentar din 1614.

## Demografie
| An:                | 1994 | 2004    | 2014    | 2024    |
| ------------------ | ---- | ------- | ------- | ------- |
| Număr de persoane: | 209  | 232     | 258     | 224     |
| Diferență:         |      | +11,00% | +11,20% | −13,17% |

| An:                | 2023 | 2024   |
| ------------------ | ---- | ------ |
| Număr de persoane: | 226  | 224    |
| Diferență:         |      | −0,88% |